# Muhammad Waseem (Leichtathlet)
Muhammad Waseem (* 1984) ist ein pakistanischer Leichtathlet, der sich auf das Kugelstoßen spezialisiert hat und auch im Dreisprung an den Start geht.

## Sportliche Laufbahn
Erste internationale Erfahrungen sammelte Muhammad Waseem im Jahr 2016, als er bei den Südasienspielen in Guwahati mit einer Weite von 16,28 m die Bronzemedaille hinter den Indern Om Prakash Karhana und Jasdeep Singh gewann.
2010 wurde Waseem pakistanischer Meister im Kugelstoßen sowie 2013 im Dreisprung.

## Persönliche Bestleistungen
- Dreisprung: 15,32 m, 24. Mai 2013 in Islamabad
- Kugelstoßen: 16,71 m, 13. März 2009 in Lahore